# Seyran Ateş: Sex, Revolution and Islam
Seyran Ateş: Sex, Revolution and Islam és una pel·lícula documental noruega dirigida per Nefise Özkal Lorentzen el 2021.

## Argument
La pel·lícula mostra la vida de Seyran Ateş, feminista, advocada i fundadora d'una mesquita a Berlín, com va fer campanya per la modernització de l'Islam. Això inclou la seva crida a una revolució sexual a l'Islam. A la seva mesquita d'Ibn Rushd-Goethe no hi ha segregació ni exclusió de gènere basada en l'orientació sexual. Ateş informa de com va rebre fatwa i amenaces de mort, va ser tirotejada i com avui dia viu sota una protecció policial constant.
A la pel·lícula, la seva recerca per canviar l'Islam la porta a un viatge arreu del món, on coneix persones diverses que estan unides per la seva fe: des de treballadores sexuals en un bordell alemany fins a joves LGBTQ uigurs i imams femenins a la Xina.

## Recepció
La pel·lícula es va classificar per a 24 festivals de cinema a tot el món, es va estrenar internacionalment l'abril de 2021 al festival de cinema CPH:DOX, l'abril de 2021 l'estrena estatunidenca al Festival Internacional de Cinema de San Francisco i l'octubre de 2021 l'estrena alemanya el festival de cinema FrauenWelten.
Les crítiques predominantment positives van aparèixer a Los Angeles Times, The Hollywood Times, The Guardian, Berliner Zeitung, Braunschweiger Zeitung i Humanistischer Pressedienst.

## Premis
Va obtenir el premi del públic al millor documental a la Fire!! Mostra Internacional de Cinema Gai i Lesbià de 2022.